# Manoir de la Crasvillerie
Ne doit pas être confondu avec Crasville.
Le manoir de la Crasvillerie est une ancienne demeure fortifiée, des XVe – XVIe siècles, remaniée à plusieurs reprises, qui se dresse sur le territoire de la commune française de Réville, dans le département de la Manche, en région Normandie. L'édifice est inscrit au titre des monuments historiques.

## Localisation
Le manoir est situé no 23 route du cap, à 2,2 kilomètres au nord de l'église Saint-Martin de Réville, dans le département français de la Manche. La Crasvillerie est proche d'un hameau quasi-homonyme, Crasville.

## Historique
Le manoir fut peut être édifié par le corsaire François Le Clerc dit « Jambe de bois » († 1563). Pour ses services sous les rois de France Henri II et François Ier, il fut anobli en 1551. Le 29 mars 1555, il reçut à dîner au château, l'amiral de Coligny (Gaspard II de Coligny), alors en tournée d'inspection des côtes de la Manche, ainsi que Martin du Bellay, lieutenant général du roi en Normandie, et son ami Gilles de Gouberville. Le manoir passe à la famille de Pierrepont à la suite du mariage de la fille de François Le Clerc, Catherine Le Clerc avec Jean de Pierrepont le 9 mai 1586.
Le manoir est brûlé en juillet 1591 par François de La Cour du Tourps, seigneur d'Anneville, en représailles à une tentative avortée de la prise de Cherbourg et des sièges et attaques menés contre son manoir du Tourps.
Le manoir abrite aujourd'hui un important centre d'insémination artificielle, dont on doit la création à François Noël (1870-1937), petit-fils de Bon Jacques François Noël († 1890), éleveur qui améliora la race Normande.

## Description
Très remanié, le manoir de granit de style gothique, des XVe – XVIe siècles, présente un plan en équerre. Il est flanqué, côté route, d'une tour hexagonale avec échauguette, à usage de chambre de guet et d’où l'on pouvait surveiller la mer. Une seconde tour polygonale, moins massive se dresse dans l'angle intérieur formé par les deux logis qui datent de deux campagnes de construction distinctes, comme le laissent voir le changement dans les maçonneries. Il s'éclairent par des fenêtres à meneaux.

## Protection
Le logis, y compris les cheminées ainsi que l'assiette des sols, sont inscrits au titre des monuments historiques par arrêté du 7 octobre 2019.